# Best Ballads
Best Ballads es un álbum recopilatorio de la banda finlandesa de power metal Stratovarius. Fue lanzado el 23 de febrero por la compañía discográfica Edel Music.

## Listado de canciones
1. "Call Of Wilderness (instrumental)
2. "Forever
3. "Years Go By
4. "Before The Winter
5. "The Land Of Ice And Snow
6. "Season Of Change
7. "Papillon
8. "A Drop In The Ocean
9. "Coming Home
10. "Mother Gaia
11. "Season Of Faith's Perfection
12. "Winter Skies
13. "Luminous
14. "4000 Rainy Nights
15. "Babylon
16. "Winter
17. "When Mountains Fall
18. "Celestial Dream
19. "Keep The Flame
20. "Requiem (instrumental)

## Miembros
- Timo Kotipelto - Voces
- Matias Kupiainen - Guitarra
- Lauri Porra - Bajo
- Jens Johansson - Teclado
- Jörg Michael - Batería

- Datos: Q1758314